# Ort (Helmbrechts)
Ort ist ein Gemeindeteil der Stadt Helmbrechts im Landkreis Hof (Oberfranken, Bayern). Ort liegt in der Gemarkung Oberweißenbach.

## Geografie
Das Dorf ist eine Streusiedlung, die sich um den Oberlauf des Ottenbaches gruppiert. Sie erstreckt sich von den Nordhängen der bewaldeten Berge Kriegswald und Reussenberg entlang dem Ottenbach talabwärts in Richtung Norden. Das Dorfbild wird von einem großen und einigen kleineren Textilbetrieben geprägt, am südöstlichen Ortsrand befindet sich ein moderner Sportplatz mit einem großen Vereinsheim. Die Staatsstraße 2195 führt nach Oberweißenbach (1,4 km östlich) bzw. nach Bärenbrunn (1,2 km westlich). Die Kreisstraße HO 24 führt nach Wüstenselbitz (1,1 km südöstlich). Gemeindeverbindungsstraßen führen zur Kreisstraße HO 34 bei Taubaldsmühle (1,6 km nordöstlich) und nach Stechera (1,1 km nördlich).

## Geschichte
Das Dorf gehörte einst zum Vogteiamt Helmbrechts, einen Verwaltungsdistrikt des von einer Nebenlinie der Hohenzollern regierten Markgraftums Brandenburg-Bayreuth. Einige Höfe waren Lehen des Adelsgeschlechtes Waldenfels.
Gegen Ende des 18. Jahrhunderts bestand Ort aus 20 Anwesen (2 Viertelhöfe, 1 Viertelhof mit 2 Häusern, 1 Gut, 2 Güter mit halbem Haus, 4 Achtelhöfe, 1 Dreisechszehntelhof, 2 Sechszehntelhöfe, 2 Zweiunddreißigstelhöfe, 1 Sölde, 3 Tropfhäuser). Die Hochgerichtsbarkeit stand dem bayreuthischen Stadtvogteiamt Helmbrechts zu. Die Hofkanzlei Bayreuth war Grundherr sämtlicher Anwesen.
Von 1797 bis 1810 unterstand Ort dem Justiz- und Kammeramt Münchberg. Infolge des Ersten Gemeindeedikts wurde Ort dem 1812 gebildeten Steuerdistrikt Unterweißenbach und der zugleich entstandenen Ruralgemeinde Unterweißenbach zugewiesen, die 1820 vergrößert wurde und wenige Jahre später nach Oberweißenbach umbenannt wurde. Im Zuge der Gebietsreform in Bayern wurde Ort am 1. Juli 1972 nach Helmbrechts eingemeindet.

### Baudenkmäler
- Pressecker Straße 207: ehemalige Dorfschule, ein eingeschossiges Waschhaus mit Walmdach und eine Hofmauer mit Rundbogentor[9]

### Einwohnerentwicklung
| Jahr      | 1812  | 1819   | 1861   | 1871   | 1885   | 1900   | 1925   | 1950   | 1961   | 1970   | 1987  |
| Einwohner | 109   | 131    | 181    | 235    | 275    | 223    | 195    | 252    | 255    | 271    | 240   |
| Häuser    | 18    |        |        |        | 30     | 29     | 35     | 39     | 52     |        | 65    |
| Quelle    | [ 7 ] | [ 11 ] | [ 12 ] | [ 13 ] | [ 14 ] | [ 15 ] | [ 16 ] | [ 17 ] | [ 18 ] | [ 19 ] | [ 1 ] |

## Religion
Ort ist seit der Reformation evangelisch-lutherisch geprägt und ist bis heute nach St. Johannes der Täufer (Helmbrechts) gepfarrt.